# Гамма Парусов
Гамма Парусов (γ Vel, γ Velorum) — кратная звезда, ярчайшая в созвездии Паруса. Имея видимую звёздную величину в +1,7m, эта звезда занимает примерно 35-е место по яркости. Расстояние до звёзд системы оценивается в 800 световых лет.

Традиционное имя звезды Сухаил или Сухаил Аль Мулиф, последнее имя также обозначает звезду Лямбда Парусов. Однако в последнее время распространено название звезды Регор, в честь шутки, сказанной одним из астронавтов Аполлона-1.
Необычный спектр звезды, где вместо тёмных линий поглощения имеются яркие эмисионные линии излучения, дал название звезде как «Спектральная жемчужина южного неба».
Гамма Парусов состоит по меньшей мере из шести звёзд. Самая яркая звезда Гамма Парусов А — спектрально-двойная звезда, состоящая из очень горячего голубого сверхгиганта спектрального класса O9, имеющего массу в 28,5 солнечных и тяжёлой звезды Вольфа-Райе, имеющей массу в 9 солнечных. Орбитальный период этих звёзд равен 78,5 дней, а расстояние между звёздами оценивается приблизительно в 1 а.е.
Самый яркий вторичный компонент, имеющий видимый блеск +4,2m (γ¹ Парусов или Гамма Парусов В), — бело-голубой субгигант спектрального класса B. Он удалён от основной двойной звезды на 41,2", и оптически звёзды можно легко разделить даже в слабый бинокль.
Гамма Парусов также имеет несколько ещё более слабых компонентов. Звезда видимой звёздной величины +8,5 γ Парусов C — белая звезда спектрального класса A, которая находится 62,3" от компонента А. В 93,5" от системы А находится другая двойная звезда, соответственно γ Парусов D и E. D — компонент — другая звезда спектрального класса А, с видимым блеском в +9,4. На 1,8 угловых секунд от неё удалена слабая звезда 13-й звёздной величины.

## Происхождение названия
Средневековое название звезды Сухаил (Al Suhail, Alsuhail, Suhail al Muhlif, Muliphein) — сокращённое название перевода с арабского سهيل المحلف сухаил аль-мулиф «Главная звезда присяги».